# Пуйо
 Тази статия е за историческата държава.  За мъртвия език вижте пуйо (език).  
Пуйо е държава, съществувала от II век пр.н.е. до 494 година в източната част на Манджурия и най-северните части на Корея.
Сведенията за формирането на държавата са оскъдни, но тя изглежда се формира след разпада на първата корейска държава Кочосън. През 1 век тя обхваща обширни територии, но е подложена на постоянен натиск от своите западни съседи сиенбей и постепенно губи влиянието си, изпадайки в зависимост от Когурьо. През 494 година Пуйо е нападната от източните си съседи мохъ и владетелският двор се предава на Когурьо, с което държавата изчезва. Корейските царства Когурьо и Пекче се самоопределят като продължители на традицията на Пуйо.